# Leptotarsus (Macromastix) pedestris
Leptotarsus (Macromastix) pedestris is een tweevleugelige uit de familie langpootmuggen (Tipulidae). De soort komt voor in het Australaziatisch gebied.